# Quentin Dupieux
Quentin Dupieux, né le 14 avril 1974 à Paris, est un producteur de cinéma et de musique électronique, DJ, réalisateur et scénariste français. Il utilise le pseudonyme de Mr. Oizo pour son œuvre musicale.
Quentin est d'abord principalement connu en tant que producteur musical et compositeur de musique électronique grâce au titre Flat Beat, sorti en 1999, qui lui vaut une nomination aux Brit Awards dans la catégorie « dance » aux côtés de Jamiroquai, Chemical Brothers et Fatboy Slim. Il publie son premier album, Analog Worms Attack cette même année.
Côté cinéma, il se fait offrir dès son jeune âge un caméscope d'occasion dans les années 1980, et réalise ainsi ses premiers courts-métrages amateurs. Sa carrière va ensuite connaître un coup d'accélérateur grâce à son père, qui montre une VHS de ses courts-métrages — dont Cinane — au DJ Laurent Garnier, qui habite en face de son garage à Malakoff. Il présente en mai 2012 le court-métrage Wrong Cops: Chapter One à la Quinzaine des réalisateurs.

## Biographie

### Enfance et formation

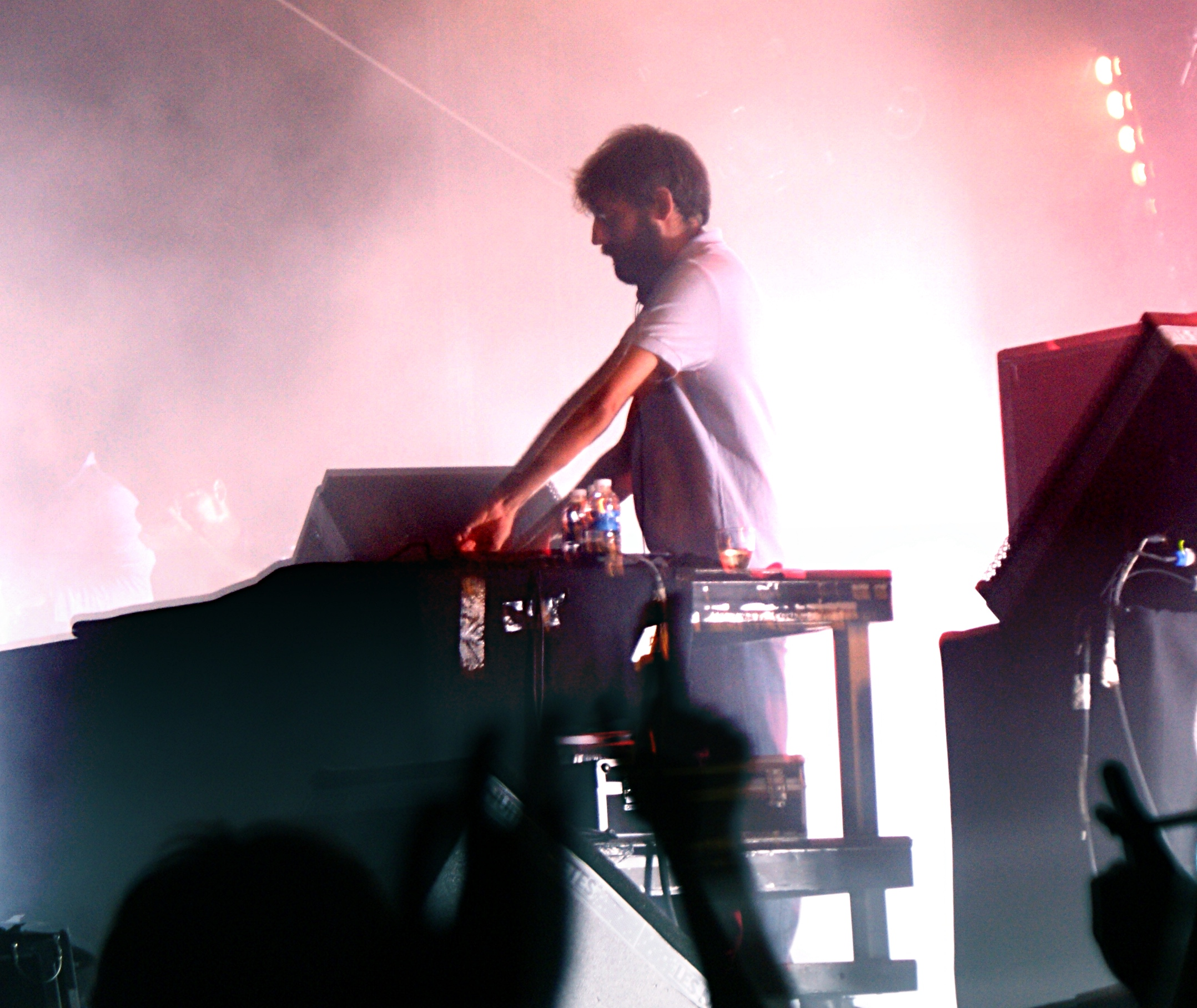
Mr. Oizo au festival Les Nuits secrètes en 2009.

Quentin Dupieux naît le 14 avril 1974 à Paris. Son père, Jean-Claude Dupieux, est un temps le garagiste attitré et l'un des amis de Coluche. Une scène du film Inspecteur la Bavure a d'ailleurs lieu dans le garage de son père à Malakoff vers la Porte de Vanves. Quentin Dupieux passe son enfance à Igny, dans l'Essonne,,. Son père achète en 1986 sa première caméra vidéo puis, à 17 ans, Quentin Dupieux se fait offrir un caméscope d'occasion. Il réalise ainsi ses premiers courts-métrages amateurs. 
C'est en 1995, dans le cadre de son service militaire à l’École Polytechnique, que Dupieux a accès à du matériel professionnel : « ils avaient un service « images » très riche en matériel : des caméras 16 mm, des projecteurs, une aubaine… » . C'est ainsi qu'il réalise Du côté de chez Cinane, qu'il envoie à Canal +, qui l'achète. Alors que la chaîne s'inquiète de savoir s'il a les droits du morceau de Pierre Henry qu'il avait utilisé comme bande originale. Par ailleurs, Dupieux a commencé à « bidouiller des instrumentales de rap sur un synthétiseur », il décide alors de composer une musique pour le remplacer,. Ainsi naît également sa passion pour la musique électronique.
Sa carrière va ensuite connaître un coup d'accélérateur grâce à son père, qui montre une VHS de ses courts-métrages — dont Cinane — au DJ Laurent Garnier, qui habite en face de son garage à Malakoff. Impressionné par ce qu'il voit, Garnier propose alors à Quentin Dupieux de réaliser le clip de son morceau Crispy Bacon. C'est aussi Garnier qui l'intronise dans le milieu de la musique électronique, en intégrant ses compositions à ses mixes lors de soirées du Rex Club, et en le poussant à produire un EP, qu'il signe sous le pseudo de Mr. Oizo. Quentin Dupieux travaille alors à la fois pour la société de production Partizan (ou Partizan midi-Minuit) en tant que réalisateur de clips et pour le label Fcom/PIAS en tant que compositeur.

### Carrière

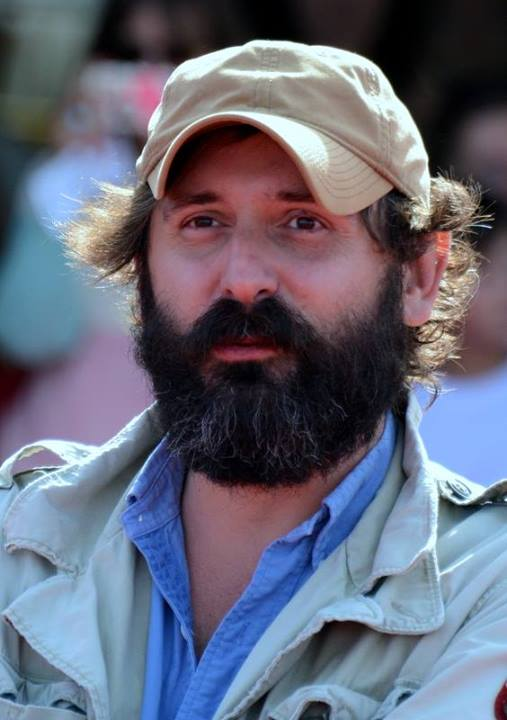
Quentin Dupieux au festival de Deauville en 2013.

Quentin Dupieux est d'abord principalement connu en tant que producteur musical et compositeur de musique électronique grâce au titre Flat Beat, sorti en 1999, qui lui vaut une nomination aux Brit Awards dans la catégorie « dance » aux côtés de Jamiroquai, Chemical Brothers et Fatboy Slim. Le clip met en scène une marionnette jaune appelée Flat Eric. Il trouve son origine dans une campagne publicitaire : Flat Eric est en effet conçu pour une campagne publicitaire de la marque de jeans Levi's, qui a repéré le clip du titre M Seq de Dupieux mettant en scène une marionnette plus rudimentaire appelée Stéphane et a décidé de réutiliser l'idée pour ses pubs. Stéphane, re-designé et rebaptisé Flat Eric, devient ainsi la mascotte de Levi's et apparaît dans plusieurs pubs de la marque avec le morceau Flat Beat en fond sonore. Le single est ensuite intégré à son album Analog Worms Attack, auquel participe Feadz.
En 2001, il réalise le premier de ses films (si on met de côté ses courts métrages amateurs), le moyen métrage Nonfilm, qu'il finance avec l'argent des ventes de Flat Beat, dans lequel jouent notamment ses amis musiciens Kavinsky et Sébastien Tellier.
L'EP Stunt sort en 2004 avec les morceaux Stunt et 1$44, inclus plus tard dans l'album Moustache (Half a Scissor). L'album Moustache (Half a Scissor) sort en 2005 ; plus expérimental, il contient beaucoup de breakbeats et autres cuts (en). En 2006, il produit les premiers titres d'Uffie, artiste d'electroclash originaire de Miami. 
En 2007, Dupieux écrit et réalise son premier long métrage Steak, qui met en scène le duo comique français Éric et Ramzy. Un an plus tard, le troisième album de Mr. Oizo, Lambs Anger, sort fin 2008 : il contient, entre autres, les titres Bruce Willis Is Dead, Positif et Z.
Quentin fait son retour derrière la caméra avec Rubber, sorti en 2010. Ce film est notamment tourné avec l'actrice Roxane Mesquida. L'histoire est celle d'un pneu tueur en série. La bande originale est signée par Quentin Dupieux lui-même sous le nom de Mr. Oizo, accompagné de Gaspard Augé du groupe Justice. Le film est sélectionné à la Semaine de la critique du festival de Cannes 2010.

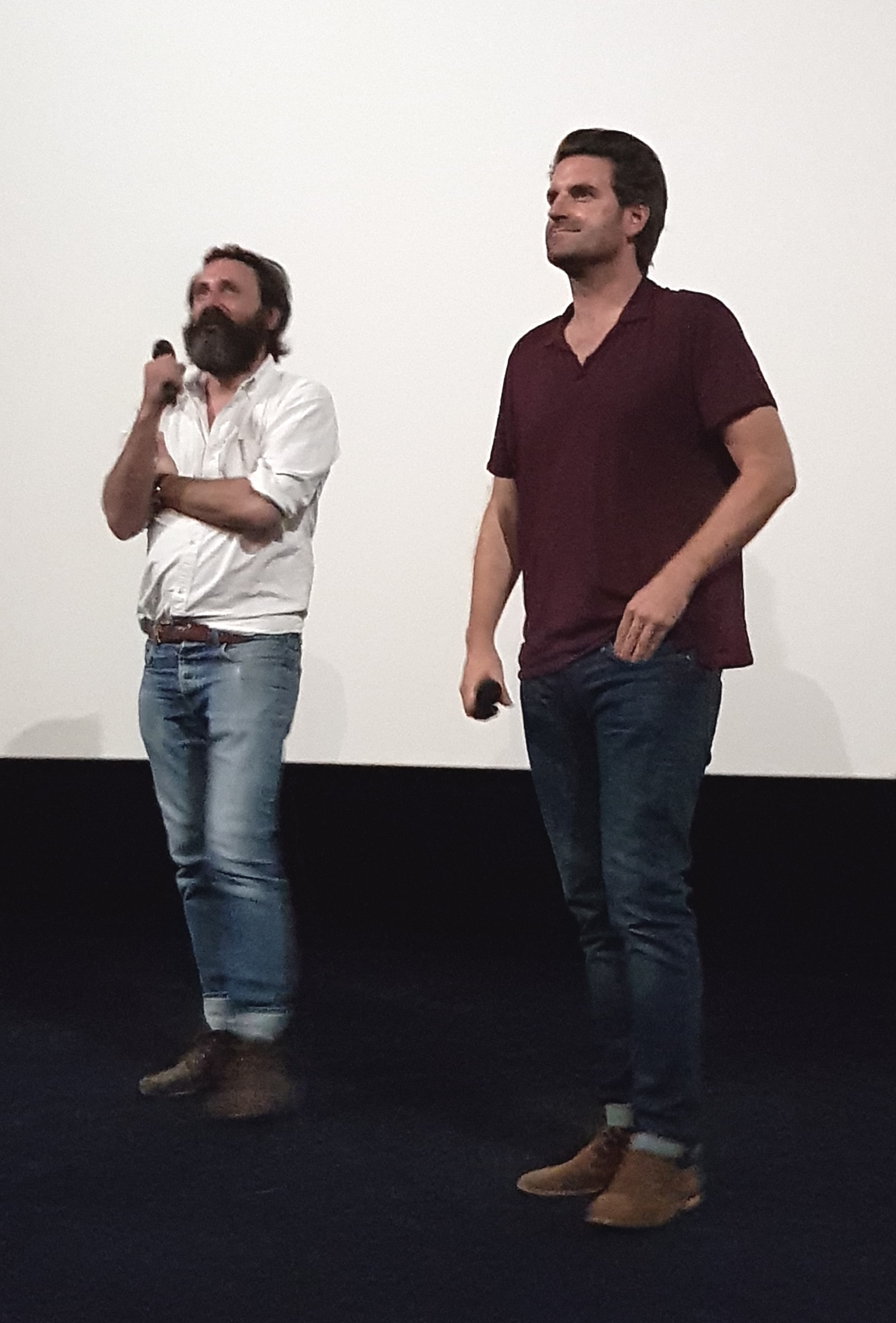
Avant-première du film Au poste ! avec Quentin Dupieux et Grégoire Ludig.

Il présente en mai 2012 le court-métrage Wrong Cops: Chapter One à la Quinzaine des réalisateurs. Celui-ci est également diffusé le même jour sur le site internet officiel du film. C'est le premier chapitre du long métrage Wrong Cops que Quentin Dupieux tourne au mois de juin suivant, et qui sort finalement en 2014[réf. nécessaire].
En 2013, Mr. Oizo sort Amicalement qui comporte un duo avec Marilyn Manson sur le titre Solid.
En décembre 2015, il collabore avec Charli XCX sur le titre Hand In The Fire. Le clip, réalisé par Meat Dept., met en scène Flat Eric aux prises avec un alter ego féminin évoquant la chanteuse britannique.
En 2016, sort All Wet, le sixième album de Mr. Oizo ; il contient notamment End of the World, une collaboration avec Skrillex, qui est incluse dans le jeu vidéo Crossy Road avec le personnage Flat Eric,.
En 2019, l'EP Rythme plat sort avec quatre titres : Viandes Légumes Vehicules, Dolce Vita, Nuque et la chanson-titre.

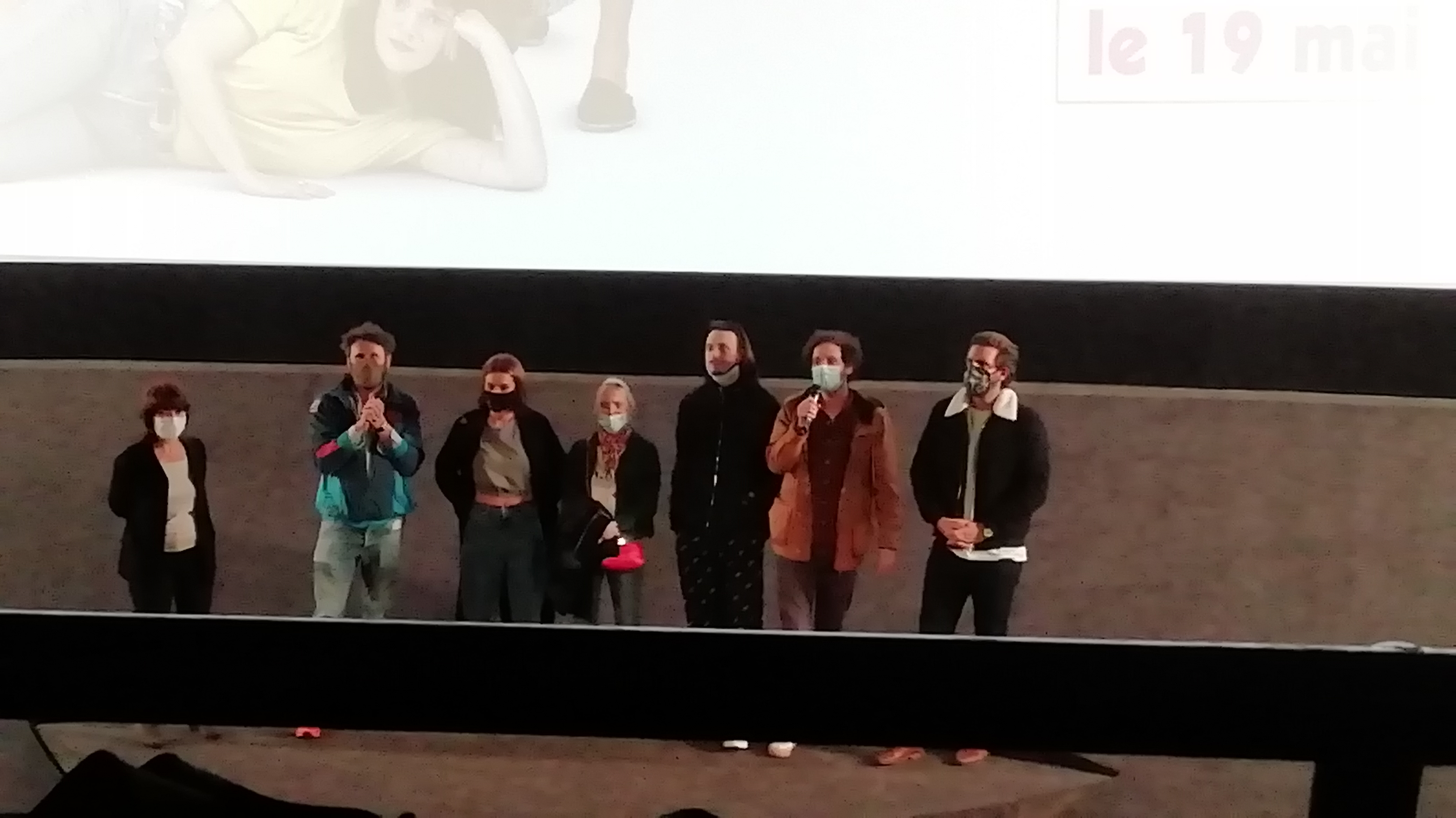
Première de Mandibules au Max Linder Panorama. De gauche à droite: Quentin Dupieux, Adèle Exarchopoulos, Coralie Russier, Roméo Elvis, David Marsais et Grégoire Ludig.

En 2020, Mr. Oizo sort un single, Pharmacist, en duo avec Roméo Elvis, qui est disponible dans deux versions (Pharmacist et Tsicamrahp, qui est la version inversée de la première chanson). L'idée d'enregistrer un morceau avec lui vient pendant le tournage de son film Mandibules, dans lequel Roméo Elvis joue un rôle. Quentin Dupieux, Roméo Elvis, Ed Banger et Because Music reversent l’intégralité des bénéfices au fonds d’urgence pour le soutien des équipes des Hôpitaux de Paris. Le single est sorti sur le label francophone Ed Banger Records.
En 2022, Quentin Dupieux présente son nouveau film Fumer fait tousser en « séance de minuit » au festival de Cannes 2022. Le film est produit par Hugo Sélignac. Ce film raconte qu'après un combat acharné contre une tortue démoniaque, cinq justiciers, qu’on appelle les « Tabac Force », reçoivent l'ordre de partir en retraite pour renforcer la cohésion de leur groupe qui est en train de se dégrader[réf. nécessaire]. Son film Le Deuxième Acte est présenté hors compétition en ouverture du Festival de Cannes 2024, est une mise en abyme comique du cinema.

### Vie personnelle
Il vit aujourd'hui[Quand ?] avec Joan Le Boru, cheffe décoratrice et directrice artistique de ses films, avec qui il a plusieurs enfants,.

## Styles

### Style musical
Le style musical de Mr. Oizo est souvent décrit comme étant un mélange de musique électronique expérimentale, de hip-hop, de funk et de breakbeat. Ses morceaux sont souvent caractérisés par des basses lourdes et groovy, des samples vocaux échantillonnés de manière ludique, des mélodies mélancoliques et des rythmes très variés, allant du tempo lent et décontracté aux beats rapides et agressifs[réf. nécessaire].
Ses compositions sont fondées sur « l'inécoutable et l'envie de stopper la track », d'après les dires de l'artiste lui-même. Il avouera même dans le magazine Tsugi numéro 31, daté de juin 2010, articuler ses créations autour du « grand n'importe quoi », et utiliser le logiciel de musique électronique Ableton Live « totalement au hasard », cherchant aléatoirement des samples dans la banque de sons fournie avec celui-ci [cet aspect est réfuté par l'artiste][réf. nécessaire].

Son personnage se construit sur le même gimmick : faire du contemporain sans spécialement chercher du sens dans ce qu'il entreprend. Selon lui,
« il n'y a rien de plus beau dans l'art que de ne pas réfléchir. »
Le style de Mr. Oizo est également marqué par une utilisation créative des sons et des textures, créant une atmosphère à la fois drôle et étrange. Il utilise souvent des instruments inhabituels et des sons organiques, créant un contraste avec les éléments électroniques de sa musique, comme le soulignait Étienne Menu pour GQ, en qualifiant la musique de Mr Oizo de naïve, « nihiliste et cynique »,.

### Style cinématographique
Quentin Dupieux justifie son rythme de production filmique (il réalise 5 films entre 2022 et 2024) par une volonté de ne pas se conformer aux méthodes imposées par l'industrie du cinéma et de ne pas se lasser en passant au plus vite du tournage avec les comédiens au montage, ce qui l'amène à cumuler les rôles (scénariste, réalisateur, chef opérateur et monteur),.

## Discographie

### Remixes
| Année | Artiste                         | Titre                    |
| ----- | ------------------------------- | ------------------------ |
| 1999  | Techno Animal                   | We Can Build You         |
| 1999  | Demon                           | The Nod Factor           |
| 1999  | Ark                             | Punkadelik               |
| 1999  | Alex Gopher                     | Time                     |
| 2000  | Herbert                         | Back to the Start        |
| 2000  | Doctor L                        | Strange Shit Happens     |
| 2001  | Ark                             | Sucubz                   |
| 2002  | Air                             | Don't Be Light           |
| 2004  | Feadz                           | Beef                     |
| 2006  | Jamelia                         | Something about You      |
| 2006  | Kavinsky                        | Testarossa Autodrive     |
| 2006  | Cassius                         | Toop Toop                |
| 2007  | Scissor Sisters                 | Kiss You Off             |
| 2007  | Calvin Harris                   | Merrymaking at My Place  |
| 2008  | Jamie Lidell                    | Little Bit of Feel Good  |
| 2008  | Busy P                          | To Protect and Entertain |
| 2009  | Mr. Oizo (Featuring Uffie)      | Steroids                 |
| 2009  | Tiga                            | Shoes                    |
| 2009  | N.A.S.A.                        | Strange Enough           |
| 2010  | Boys Noize                      | Transmission             |
| 2010  | Squarepusher                    | Cryptic Motion           |
| 2011  | Ryksee (Featuring Jenny Wilson) | Horrors of Love          |
| 2011  | Justice                         | Civilization             |
| 2011  | Para One                        | Mother                   |
| 2013  | Chromeo                         | Over Your Shoulder       |
| 2014  | Dog Blood (en)                  | Chella Ride              |
| 2016  | Mocky                           | Soulful Beats            |
| 2016  | MSTRKRFT                        | Party Line               |

## Filmographie

### Cinéma

#### Courts métrages
- 1995 : Du Côté de chez Cinane
- 1999 : Duvets
- 2001 : Nonfilm
- 2005 : Nonfilm 2
- 2008 : Making Lambs Anger (promotion de l'album Lambs Anger)
- 2010 : Where Is the Money George?
- 2010 : Rubber (Soundtrack Teaser) (promotion du film Rubber)
- 2012 : Stade 3 (Teaser) (promotion de l'album Stade 3)
- 2012 : Wrong Cops: Chapter One
- 2015 : Being Flat
- 2016 : All Wet (Teaser) (promotion de l'album All Wet)

#### Longs métrages
- 2007 : Steak
- 2010 : Rubber
- 2012 : Wrong
- 2013 : Wrong Cops
- 2014 : Réalité
- 2018 : Au poste !
- 2019 : Le Daim
- 2020 : Mandibules
- 2022 : Incroyable mais vrai
- 2022 : Fumer fait tousser
- 2023 : Yannick
- 2023 : Daaaaaalí !
- 2024 : Le Deuxième Acte
- 2025 : L'Accident de piano

### Clips vidéo
| Année | Clip                                                                                   | Destiné à l'artiste |
| ----- | -------------------------------------------------------------------------------------- | ------------------- |
| 1997  | Crispy Bacon                                                                           | Laurent Garnier     |
| 1997  | Flashback (version différente de l'album 30)                                           | Laurent Garnier     |
| 1997  | Nightmare Sandwiches (enchaîne Deep Sea Diving, The Hoe et Crispy Bacon de l'album 30) | Laurent Garnier     |
| 1997  | Kirk                                                                                   | Mr. Oizo            |
| 1999  | Flat Beat                                                                              | Mr. Oizo            |
| 1999  | Party People                                                                           | Alex Gopher         |
| 2000  | Analog Worms Attack                                                                    | Mr. Oizo            |
| 2004  | La Ritournelle                                                                         | Sébastien Tellier   |
| 2004  | Stunt                                                                                  | Mr. Oizo            |
| 2012  | No Reflection                                                                          | Marilyn Manson      |
| 2016  | Night Owl                                                                              | Metronomy           |

## Collaborateurs récurrents
| Collaborateur       | Steak (2007) | Rubber (2010) | Wrong (2012) | Wrong Cops (2013) | Réalité (2014) | Au poste ! (2018) | Le Daim (2019) | Mandibules (2020) | Incroyable mais vrai (2022) | Fumer fait tousser (2022) | Yannick (2023) | Daaaaaalí ! (2024) | Le Deuxième Acte (2024) | L'Accident de piano (2025) | Signaux (2025) | Total |
| ------------------- | ------------ | ------------- | ------------ | ----------------- | -------------- | ----------------- | -------------- | ----------------- | --------------------------- | ------------------------- | -------------- | ------------------ | ----------------------- | -------------------------- | -------------- | ----- |
| Gaspard Augé        |              |               |              |                   |                |                   |                |                   |                             |                           |                |                    |                         |                            |                | 2     |
| Marie Bunel         |              |               |              |                   |                |                   |                |                   |                             |                           |                |                    |                         |                            |                | 3     |
| Mark Burnham        |              |               |              |                   |                |                   |                |                   |                             |                           |                |                    |                         |                            |                | 3     |
| Alain Chabat        |              |               |              |                   |                |                   |                |                   |                             |                           |                |                    |                         |                            |                | 4     |
| Anaïs Demoustier    |              |               |              |                   |                |                   |                |                   |                             |                           |                |                    |                         |                            |                | 4     |
| Adèle Exarchopoulos |              |               |              |                   |                |                   |                |                   |                             |                           |                |                    |                         |                            |                | 3     |
| Julia Faure         |              |               |              |                   |                |                   |                |                   |                             |                           |                |                    |                         |                            |                | 2     |
| Marc Fraize         |              |               |              |                   |                |                   |                |                   |                             |                           |                |                    |                         |                            |                | 2     |
| Blanche Gardin      |              |               |              |                   |                |                   |                |                   |                             |                           |                |                    |                         |                            |                | 2     |
| Michel Hazanavicius |              |               |              |                   |                |                   |                |                   |                             |                           |                |                    |                         |                            |                | 3     |
| Agnès Hurstel       |              |               |              |                   |                |                   |                |                   |                             |                           |                |                    |                         |                            |                | 2     |
| Eric Judor          |              |               |              |                   |                |                   |                |                   |                             |                           |                |                    |                         |                            |                | 4     |
| Jonathan Lambert    |              |               |              |                   |                |                   |                |                   |                             |                           |                |                    |                         |                            |                | 2     |
| Gilles Lellouche    |              |               |              |                   |                |                   |                |                   |                             |                           |                |                    |                         |                            |                | 2     |
| Grégoire Ludig      |              |               |              |                   |                |                   |                |                   |                             |                           |                |                    |                         |                            |                | 3     |
| Pio Marmaï          |              |               |              |                   |                |                   |                |                   |                             |                           |                |                    |                         |                            |                | 2     |
| David Marsais       |              |               |              |                   |                |                   |                |                   |                             |                           |                |                    |                         |                            |                | 2     |
| Roxane Mesquida     |              |               |              |                   |                |                   |                |                   |                             |                           |                |                    |                         |                            |                | 3     |
| Arden Myrin         |              |               |              |                   |                |                   |                |                   |                             |                           |                |                    |                         |                            |                | 2     |
| Jérôme Niel         |              |               |              |                   |                |                   |                |                   |                             |                           |                |                    |                         |                            |                | 2     |
| Jack Plotnick       |              |               |              |                   |                |                   |                |                   |                             |                           |                |                    |                         |                            |                | 3     |
| Benoît Poelvoorde   |              |               |              |                   |                |                   |                |                   |                             |                           |                |                    |                         |                            |                | 2     |
| Raphaël Quenard     |              |               |              |                   |                |                   |                |                   |                             |                           |                |                    |                         |                            |                | 4     |
| Eric Wareheim       |              |               |              |                   |                |                   |                |                   |                             |                           |                |                    |                         |                            |                | 2     |
| Pedro Winter        |              |               |              |                   |                |                   |                |                   |                             |                           |                |                    |                         |                            |                | 2     |

## Distinctions

### Nominations
- Brit Awards 1999 : nomination dans la catégorie dance

### Récompenses
- Victoires de la musique 2000 : vidéo-clip de l'année pour Flat Beat
- Festival international du film grolandais 2013 : Prix spécial du président du jury (Albert Dupontel) : Wrong Cops
- Festival international du film de Catalogne 2018 : Prix du meilleur scénario pour Au poste ![34].
- Festival international du film fantastique de Catalogne 2022 : Prix du meilleur scénario ex æquo pour Incroyable mais vrai et Fumer fait tousser
- Festival international du film de Locarno 2023 : Prix Europa Cinema Labels pour Yannick

### Décoration
- Officier de l'ordre des Arts et des Lettres, promotion du 12 mars 2019[35]